# 陳力 (正德進士)
陳力（？—？），四川内江人。明朝政治人物、进士出身。

## 生平
正德八年（1513年）癸酉科四川鄉試舉人，联捷九年（1514年）甲戌科進士，授刑部主事。升刑部郎中，大禮議中參加左順門事件，被逮捕下獄停職。嘉靖四年（1525年），出爲浙江杭州府知府。